# Palpitação
O termo palpitação designa a sensação de consciência do batimento do coração, que habitualmente não se sente.

## Causas
As palpitações são percebidas normalmente após um exercício vigoroso, em situações de tensão ou depois de um grande susto, quando o coração bate com mais força e/ou mais rapidez que o normal. Quando sentidas em repouso ou num estado de espírito calmo, as palpitações podem ser devidas a outras causas como distúrbios do ritmo do coração. As palpitações sentidas como batimento isolado são habitualmente devidas a extra-sístoles (contrações prematuras seguidas de uma pausa prolongada) e sentem-se sob a forma de agitação irregular ou batimentos no peito, às vezes acompanhados de uma sensação breve mas alarmante de que o coração deixa de bater. Extra-sístoles não são sinônimos de doença cardíaca: muitas vezes causadas por excesso de consumo de substâncias excitadoras do coração como álcool, drogas ou cafeína. arritmias são nada mais nada menos que uma distribuição inadequada de energia pelo coração podendo ser enviada a mais ou a menos. A parte responsável pelo envio desses impulsos chama-se marca-passo,um agrupamento de células nervosas responsáveis pela liberação dessas cargas elétricas que vão percorrer cada átrio e ventrículo fazendo assim que os mesmos se contraiam e se dilatem ritmadamente.
Uma arritmia cardíaca (batimento irregular do coração) pode provocar palpitações. Na taquicardia, situação em que o coração começa a bater com frequência muito aumentada, pode em casos extremos e em portadores de doença cardíaca levar a pessoa a sentir desmaios ou falta de ar. Na fibrilação auricular, as aurículas batem desordenadamente e os impulsos transmitidos aos ventrículos (responsáveis pela bombagem de sangue) são extremamente irregulares. O hipertiroidismo pode causar palpitações devido ao aumento da frequência cardíaca.
É chamada taquicardia os batimentos acelerados do coração podendo ter também aumento de pressão arterial. Braquicardia é a diminuição destes batimentos com a queda de pressão arterial.
Para podermos definir qual arritmia o paciente está tendo é importante a realização de um eletro cardiograma no momento exato em que a mesma ocorrer, caso contrario após ela ter passado os batimentos voltam ao normal e o exame não detectará nada pois o coração já está em repouso. Deve-se lembrar que uma arritmia não é sinônimo de doença cardíaca mas sim que devemos ficar de olho e fazer sempre os exames de rotina.
As palpitações podem ser um sintoma da síndrome de ativação de mastócitos.

## Diagnóstico e tratamento
Se as palpitações persistirem por algumas horas ou se repetirem ao longo de vários dias, ou ainda se provocarem dores no peito, faltas de ar ou tonturas, deve consultar-se o médico logo que possível, pois podem ser devidas a uma doença grave subjacente.
As palpitações paroxísticas podem ser investigadas por meio de um registo de Holter nas 24 horas seguintes e de testes da função tiroideia. O tratamento depende da causa subjacente.